# Замах на Юзефа Пілсудського
Замах на Юзефа Пілсудського — замах на вбивство, здійснений Степаном Федаком, членом УВО, що відбувся 25 вересня 1921 року у Львові, на площі Ринок. Жертвами замаху були Юзеф Пілсудський — Начальник Польської держави та Казимир Грабовський — львівський воєвода. У його результаті воєводу було поранено у плече і ліву руку, Пілсудський не постраждав, сповзши на підлогу автомобіля, до якого встиг зайти ще до першого пострілу.

## Передумови
Через дезорієнтацію українського руху після поразки ЗУНР новостворена УВО прагнула здійснити вагому політичну акцію, якою став замах на Пілсудського.
За свідченнями істориків[джерело?] саме Євген Коновалець, який за кілька місяців до того прибув до Львова, переорганізував і очолив УВО, доручив Степану Федаку знайти виконавця для замаху. Однак той вирішив не доручати цю справу нікому і зробити це самому.

## Перебіг подій

Степан Федак

Пілсудський і Грабовський були присутні на урочистій вечері у приміщенні ратуші, опісля якої вирушали на виставу до опери. На площі Ринок урядовців зустрічав натовп людей, як прихильників, так і противників:
|                | …Я зайняв був добру позицію, вийшовши значно швидше. – Одначе час минав, люди збиралися, тлумилися і мене все витискали – і в короткому часі відтиснули мене далеко назад. Минали хвилини, напруження зростало не тільки в мене, але і в публіки. Я тримав обидві руки в кишенях, щоби тим прикривати чи дезорієнтувати всяких типів тайної поліції чи взагалі поляків, що приглядалися кожному, хто стояв побіч, наліво й направо від них. У такому напруженні хтось вигукнув: “Іде!” А поляк, що стояв поруч мене, схопив мене за руку. Я думав, що це аґент тайної поліції ловить мене якраз за праву руку, що в ній тримав я револьвер. Одначе виказалося, що був це звичайний глядач, який у поденервуванні спіймав мене за руку, але в тому ж таки менті звільнив її і вибачився». |
| — Степан Федак | |

Степан Федак вистрілив тричі у напрямку Пілсудського і Грабовського, які в цей момент сідали у машину. Через штовханину і натовп він лише поранив Грабовського у плече і ліву руку, а пізніше намагався вчинити самогубство, однак йому перешкодив розлючений натовп.

## Наслідки
Першочерговим наслідком атентату стали масові арешти серед української громади Львова. Замах спричинив величезний вплив на політичну ситуацію в Галичині та призвів до суспільної дискусії:
|                                            | Львівський атентат викликав у Варшаві велике вражіння. Майже всі денники видали надзвичайні додатки. В них на кожному кроці підчеркується «приязнь Пілсудського до українського народу» і пишеться про те, що «польська армія боролася за нашу й вашу волю в користь українського народу на його історичній землі»… |
| — «Український вісник» від 29 вересня 1921 | |

Після арешту Федак взяв відповідальність за вчинення злочину на себе:
|                        | Виконуючи політичний атентат, обжалований звертав його не проти Пілсудського, що закидає йому акт обвинувачення, а проти львівського воєводи Грабовського як відповідального представника польської окупаційної влади… Вчинок його був тільки криком розпуки з приводу нелюдських знущань і нечуваних безправств над українським народом Східної Галичини |
| — «Український Прапор» | |

Показовий суд над Федаком відбувся через рік після злочину — у період з 23 жовтня до 18 листопада 1922 року. Внаслідок твердої позиції захисту, невдачі самого замаху, а також зникнення ключових доказів, зокрема револьвера, з якого здійснювалися постріли, — українець отримав шість років ув'язнення, а через 2 роки вийшов на волю за амністією. Ув'язнення відбував у тюрмі при вулиці Стефана Баторія, пізніше у карній тюрмі міста Равіч.
Уже після завершення судового процесу УВО взяла на себе відповідальність за замах, заявивши, що він здійснений на знак протесту проти політики Пілсудського, а також як протест проти відвідин начальником польської держави Східної Галичини. Ще через 3 роки організація організувала замах на тогочасного президента Польщі Станіслава Войцеховського.